# كريستوفر مايو
كريستوفر مايو هو ملحن كندي، ولد في 1980.